# 本拿比基督教
根据加拿大统计局2011年的人口统计，本拿比市基督教人口为94,475人，占2011年本拿比总人口220,255人的43%。
而本拿比市的华裔人口2011年统计为73,645人，约占本拿比总人口的33%。因此本拿比基督教也深深烙上了华人的印迹。

## 历史
本拿比（英語：Burnaby）是加拿大卑诗省的一个城市，是大温地区的一部分。其邻近区域包括西面的温哥华，南面的列治文市和素里市，本拿比的基督教发展也深受大温地区的主要城市温哥华、列治文市和素里市的影响。有不少本拿比市的基督教会是从温哥华、列治文市和素里市搬迁而来，也有本拿比市的教会搬迁到大温地区的其他城市。

## 本拿比市教会的分布情况
本拿比市有19家基督教教会。其中门诺会3家，福音派3家，五旬节派2家，信义宗1家，圣公会1家，长老会0家，其他教派5家。
| 序号 | 教会名称               | 英文名称                                  | 地址                    | 建堂时间 | 所属教派 | 牧师                                                   |
| ---- | ---------------------- | ----------------------------------------- | ----------------------- | -------- | -------- | ------------------------------------------------------ |
| 1    | 爱加倍教会             | Agape Church Burnaby                      | 6688 Southoaks Crescent | 2004年   | 五旬节派 | 刘马太(Matthew Low)                                    |
| 2    | 本拿比诸圣圣公会教会   | All Saints Anglican Church                | 7405 Royal Oak Ave      | 1900年   | 圣公会   | 贾斯丁·成(Justin Cheng)                                |
| 3    | 布伦特伍德公园联合教会 | Brentwood Park Alliance Church            | 1410 Delta Ave          | 1900年   | 福音派   | 唐迪克(Don Dyck)                                       |
| 4    | 布伦特伍德长老会       | Brentwood Presbyterian Church             | 1600 Delta Ave          | 1900年   | 长老会   | 布莱恩·弗雷泽（Brian Fraser）                          |
| 5    | 本拿比华人宣道会       | Burnaby Alliance Church                   | 8611 Armstrong Ave      | 1900年   | 教派     | 张道恒                                                 |
| 6    | 本拿比华人播道会       | Burnaby Chinese Evangelical Free Church   | 6112 Rumble Street      | 1991年   | 福音派   | 张恩惠                                                 |
| 7    | 本拿比基督教神召会     | Burnaby Chinese Pentecostal Church        | 5209 Hastings St        | 1900年   | 五旬节派 | 韩周洁玲                                               |
| 8    | 本拿比自立中华基督教会 | Burnaby Christ Church of China            | 6580 Thomas St          | 1900年   | 教派     | 黄仲良                                                 |
| 9    | 北本拿比浸信会         | Burnaby North Baptist Church              | 3977 Albert St          | 1976年   | 浸信会   | 罗杰·莫特（Roger Mott）和桑德拉·德利奥（Sandra DeLeo） |
| 10   | 门诺弟兄会本立比颂恩堂 | Burnaby Pacific Grace Church              | 3883 Triumph St         | 1900年   | 门诺会   | 林寿华                                                 |
| 11   | 卡里布路基督教团契教会 | Cariboo Road Christian Fellowship         | 7200 Cariboo Rd         | 1900年   | 教派     | 保罗·马洪（Paul Mahon）                                |
| 12   | 城市基督教会           | Citywide Christ Chapel Ministries         | 7895 Canada Way         | 1900年   | 教派     | 加斯顿(Kizito Gaston Ntabaza)                          |
| 13   | 大温哥华圣道堂         | Evangelical Chinese Bible Church          | 5110 Marine Dr          | 1900年   | 福音派   | 孙约翰                                                 |
| 14   | 本拿比丰盛生命灵粮堂   | Fruitful Life Christian Church in Burnaby | 7135 Walker Ave         | 2009年   | 教派     | 胡耀文                                                 |
| 15   | 新西敏基督教改革教会   | New Westminster Christian Reformed Church | 8255 13th Ave           | 1962年   | 改革宗   | 安德鲁（Andrew）                                       |
| 16   | 教会                   | United Church of Canada                   | 4383 Rumble St          | 1900年   | 教派     | 牧师                                                   |
| 17   | 温哥华华人信义会       | Vancouver Chinese Lutheran Church         | 1005 Kensington Ave     | 1900年   | 信义宗   | 牧师                                                   |
| 18   | 门诺弟兄会威灵顿堂     | Willingdon Church                         | 4812 Willingdon Ave     | 1900年   | 门诺会   | 牧师                                                   |
| 19   | 国语颂恩会本拿比堂     | name                                      | 地址                    | 1998年   | 门诺会   | 黄向荣                                                 |

## 本拿比市教会简介

### 爱加倍教会
爱加倍教会（英語：Agape Church Burnaby）是一个加拿大大温地区本拿比市的新教教会，创建于2004年，是北温Lynn Valley Full Gospel Church的子教会，隶属于加拿大五旬节使徒教会（ACOP）。现任牧师为刘马太(Matthew Low)。教会地址位于6688 Southoaks Crescent。

### 本拿比诸圣圣公会教会
本拿比诸圣圣公会教会（英語：All Saints Anglican Church）是一个加拿大大温地区本拿比市的新教教会，创建于XXXX年，隶属于新西敏教区。现任牧师为贾斯丁·成(Justin Cheng)。教会地址位于7405 Royal Oak Ave。

### 卡里布路基督教团契教会
卡里布路基督教团契教会（英語：Cariboo Road Christian Fellowship）是一个加拿大大温地区本拿比市的新教教会，创建于XXXX年。现任牧师为保罗·马洪（Paul Mahon）、雷格·克莱顿（Reg Clayton）、罗利（Rollie）。教会地址位于7200 Cariboo Rd。

### 新西敏基督教改革教会
新西敏基督教改革教会（英語：New Westminster Christian Reformed Church）是一个加拿大大温地区本拿比市的新教教会，简称“新西教会”（英語：New West church），创建于1962年，隶属于北美改革宗教会。现任牧师为安德鲁（Andrew Beunk）。教会地址位于8255 13th Ave。
1952年10月，一群荷兰裔加拿大人在新西敏市的租用设施中开办了这座教堂，因此被命名为“新西敏首座基督教改革教会”。几年后搬到本拿比，但是教会名称沿用至今。
1954年，教会花了9500加元，在12街买下了2英亩土地，当时还没有现在的13街的名称。1955年5月，花费2万加元建成，最初用作教会小学。1961年开始建设现在的教会，主要通过教众的义务劳动。1962年2月，正式建成。1979年和1991年，两次进行翻新改造。
现在教会有大约450名信徒。1969年，信徒人数达到巅峰的1200人。1962年，独立出子教会去了素里市。1969年，独立出子教会去了高贵林市。1988年，独立出部分信徒改信东正教去了新西敏市。1980年代，教会资助了1000余名越南难民。2010年，教会与印尼福音派教会建立联系。
最初，教会成员全部是荷兰裔，现在至少有10个不同族裔的信徒周日在一起做礼拜。
安德鲁牧师和他的妻子金(Kim)有3个孩子：科琳（Colleen），安德烈亚(Andrea)和杰克(Jake)。 他们的家人于2009年9月搬到了本拿比，当时安德鲁接到了一个电话，请他来担任主任牧师。 在搬来本拿比之前，他们一家住在在安省汉密尔顿担任了一个会众，除了在美国出生的一个孩子外，都在安省南部出生和长大。